# Élections générales peleliennes de 2015
Les élections générales peleliennes de 2015 sont les élections générales ayant eu lieu dans l'État de Peleliu aux Palaos. Elles se sont déroulées le 1er décembre 2015.
Il y avait 865 électeurs enregistrés.

## Candidatures

### Candidats à la fonction de gouverneur
Deux candidats se sont présentés au poste de gouverneur :
| Nom                | Qualité                                                     | Dépôt de candidature |
| ------------------ | ----------------------------------------------------------- | -------------------- |
| Temmy Shmull       | Gouverneur en fonction                                      | 29 septembre 2015    |
| Jackson Ngiraingas | Ancien gouverneur et ministre des infrastructures publiques | 30 septembre 2015    |

### Candidats à la Législature
Les candidats pour la Législature sont au nombre de 19, dont 12 pour les 5 sièges octroyés à la circonscription générale de Peleliu. Les candidats pour la circonscription générale sont :
| Nom                   | Qualité                      |
| --------------------- | ---------------------------- |
| Eufrasia Remeliik     | Membre de la 11e législature |
| Theo Isamu            | Membre de la 11e législature |
| Hilario Ilab          |                              |
| Alex Ngiraingas       |                              |
| Florah Tewid          | Membre de la 11e législature |
| Winfred Recheiungel   |                              |
| Edwight Mengirarou    |                              |
| Umedip Ridep          |                              |
| Harlan Nicholas       |                              |
| Billy Rekemel         | Membre de la 11e législature |
| Kangichi Uchau        |                              |
| Petrus Peter Napoleon |                              |

Les candidats des villages traditionnels sont :
| Nom               | Qualité                      | Village    |
| ----------------- | ---------------------------- | ---------- |
| Andres Napoleon   | Membre de la 11e législature | Ngerchol   |
| Evence Kebekol    |                              | Ngerchol   |
| Meisai Chin       |                              | Ngesias    |
| Johanes Tsuneo    |                              | Ngesias    |
| Gene Tkel         | Membre de la 11e législature | Teliu      |
| Edburgh Mabel     | Membre de la 11e législature | Ngerkeukl  |
| Cordino Soalablai |                              | Ngerdelolk |

## Sources